# Takehiro Tomiyasu
Takehiro Tomiyasu (冨安 健洋?, Tomiyasu Takehiro; Fukuoka, 5 novembre 1998) è un calciatore giapponese, difensore svincolato e  della nazionale giapponese, con cui è stato vicecampione d'Asia nel 2019.

## Caratteristiche tecniche
Di ruolo difensore centrale, è veloce, reattivo e abile nelle letture (che gli consentono di essere bravo negli anticipi e negli intercetti) e in fase di costruzione. Dotato di buona personalità, è ambidestro, disciplinato tatticamente, e può giocare anche da terzino destro grazie alla sua visione di gioco, qualità di passaggio e controllo palla. La sua forza fisica e i suoi centimetri lo rendono pericoloso nel gioco aereo, inoltre è dotato di buona tecnica individuale. Può giocare anche da terzino sinistro. Ha dichiarato di ispirarsi a Javier Mascherano.

## Carriera

### Club

#### Avispa Fukuoka e Sint-Truiden
Cresciuto nel settore giovanile dell'Avispa Fukuoka, squadra della sua città natale, con cui ha esordito nel 2015 a soli 17 anni, il 16 gennaio 2018 viene acquistato dal Sint-Truiden, firmando un contratto valido fino al 2020. Dopo 6 mesi di ambientamento, diviene titolare del club belga.

#### Bologna
Il 9 luglio 2019, viene acquistato dal Bologna, divenendo così il secondo calciatore giapponese a vestire la maglia rossoblù dopo Hidetoshi Nakata. Debutta con i rossoblù il 18 agosto nel successo per 3-0 a Pisa nel terzo turno di Coppa Italia. Sette giorni dopo esordisce in campionato, in occasione del pareggio per 1-1 in casa del Verona. Confermato titolare nelle sfide successive, a metà ottobre subisce una lesione al bicipite femorale che lo costringe a stare fermo un mese. Torna a giocare nella sfida pareggiata 2-2 con il Parma del 24 novembre, in cui viene rimpiazzato all'84º da Nehuén Paz. Torna così a essere titolare del club, giocando sia da terzino destro che da centrale difensivo (seppur prevelantemente da terzino, e con buoni risultati), arrivando poi a segnare la sua prima rete in massima serie il 18 luglio 2020 nella sconfitta per 5-1 contro il Milan.
L'anno successivo torna a giocare da difensore centrale, salvo poi tornare a giocare da terzino destro. Il 23 dicembre 2020 segna una rete contro l'Atalanta nel pareggio per 2-2. In stagione è stato impiegato anche come terzino sinistro a causa degli infortuni occorsi a Dijks e Hickey.

#### Arsenal
Il 31 agosto 2021 passa all'Arsenal a titolo definitivo per 20 milioni più 3 di bonus. Il 4 luglio 2025, dopo 4 stagioni con i Gunners, l'ultima delle quali con una sola presenza per via di un infortunio occorsogli nel ritiro precampionato, rescinde il contratto con il club londinese.

### Nazionale
Ha fatto la trafila delle selezioni giovanili giapponesi, vincendo la Coppa d'Asia Under-19 segnando la rete del 3-0 contro il Qatar, giocando nel Mondiale Under-20 tutte le partite, è stato autore di un autogol contro il Sudafrica che fortunatamente non ha condizionato la partita infatti nonostante l'iniziale svantaggio il Giappone vincerà per 2-1 grazie a una rimonta. Il 30 agosto 2018 riceve la sua prima convocazione in Nazionale maggiore. Il 12 ottobre seguente debutta (a 20 anni non ancora compiuti) con la Nazionale nipponica in occasione dell'amichevole vinta per 3-0 contro Panama. Pochi mesi più tardi viene convocato per la Coppa d'Asia 2019, in cui è titolare della squadra e aiuta la squadra ad arrivare in finale tramite buone prestazioni e il suo primo goal in nazionale con cui decide negli ottavi di finale la sfida contro l'Arabia Saudita (1-0). Tuttavia in finale i nipponici perdono per 3-1 contro il Qatar.
In estate invece viene convocato per la Copa América 2019, dove gioca titolare nella difesa dei giapponesi eliminati al primo turno.
Il 1º gennaio 2024 viene convocato per la Coppa d'Asia 2023.

## Statistiche

### Presenze e reti nei club
Statistiche aggiornate al 4 giugno 2025.
| Stagione              | Club                  | Campionato            | Campionato | Campionato | Coppe nazionali | Coppe nazionali | Coppe nazionali | Coppe continentali | Coppe continentali | Coppe continentali | Supercoppe | Supercoppe | Supercoppe | Totale | Totale |
| Stagione              | Club                  | Comp                  | Pres       | Reti       | Comp            | Pres            | Reti            | Comp               | Pres               | Reti               | Comp       | Pres       | Reti       | Pres   | Reti   |
| --------------------- | --------------------- | --------------------- | ---------- | ---------- | --------------- | --------------- | --------------- | ------------------ | ------------------ | ------------------ | ---------- | ---------- | ---------- | ------ | ------ |
| 2015                  | Avispa Fukuoka        | J2                    | 0          | 0          | CI              | 1               | 0               |                    | -                  | -                  |            | -          | -          | 1      | 0      |
| 2016                  | Avispa Fukuoka        | J1                    | 10         | 0          | CdL+CI          | 5+1             | 0               |                    | -                  | -                  |            | -          | -          | 16     | 0      |
| 2017                  | Avispa Fukuoka        | J2                    | 35+2       | 1          | CI              | 2               | 0               |                    | -                  | -                  |            | -          | -          | 39     | 1      |
| Totale Avispa Fukuoka | Totale Avispa Fukuoka | Totale Avispa Fukuoka | 47         | 1          |                 | 9               | 0               |                    | -                  | -                  |            | -          | -          | 56     | 1      |
| 2017-2018             | Sint-Truiden          | D1                    | 0+1        | 0          | CB              | -               | -               | -                  | -                  | -                  | -          | -          | -          | 1      | 0      |
| 2018-2019             | Sint-Truiden          | D1                    | 27+10      | 1+0        | CB              | 3               | 0               | -                  | -                  | -                  | -          | -          | -          | 40     | 1      |
| Totale Sint-Truiden   | Totale Sint-Truiden   | Totale Sint-Truiden   | 38         | 1          |                 | 3               | 0               |                    | -                  | -                  |            | -          | -          | 41     | 1      |
| 2019-2020             | Bologna               | A                     | 29         | 1          | CI              | 1               | 0               | -                  | -                  | -                  | -          | -          | -          | 30     | 1      |
| 2020-2021             | Bologna               | A                     | 31         | 2          | CI              | 2               | 0               | -                  | -                  | -                  | -          | -          | -          | 33     | 2      |
| ago. 2021             | Bologna               | A                     | 1          | 0          | CI              | -               | -               | -                  | -                  | -                  | -          | -          | -          | 1      | 0      |
| Totale Bologna        | Totale Bologna        | Totale Bologna        | 61         | 3          |                 | 3               | 0               |                    | -                  | -                  |            | -          | -          | 64     | 3      |
| ago. 2021-2022        | Arsenal               | PL                    | 21         | 0          | FACup+CdL       | 1               | 0               | -                  | -                  | -                  | -          | -          | -          | 22     | 0      |
| 2022-2023             | Arsenal               | PL                    | 21         | 0          | FACup+CdL       | 2+1             | 0+0             | UEL                | 8                  | 0                  | -          | -          | -          | 32     | 0      |
| 2023-2024             | Arsenal               | PL                    | 22         | 2          | FACup+CdL       | 0+2             | 0               | UCL                | 6                  | 0                  | CS         | 0          | 0          | 30     | 2      |
| 2024-2025             | Arsenal               | PL                    | 1          | 0          | FACup+CdL       | 0               | 0               | UCL                | 0                  | 0                  | -          | -          | -          | 1      | 0      |
| Totale Arsenal        | Totale Arsenal        | Totale Arsenal        | 65         | 2          |                 | 6               | 0               |                    | 14                 | 0                  |            | -          | -          | 85     | 2      |
| Totale carriera       | Totale carriera       | Totale carriera       | 211        | 7          |                 | 21              | 0               |                    | 14                 | 0                  |            | -          | -          | 246    | 7      |

### Cronologia presenze e reti in nazionale
| Cronologia completa delle presenze e delle reti in nazionale ― Giappone | Cronologia completa delle presenze e delle reti in nazionale ― Giappone | Cronologia completa delle presenze e delle reti in nazionale ― Giappone | Cronologia completa delle presenze e delle reti in nazionale ― Giappone | Cronologia completa delle presenze e delle reti in nazionale ― Giappone | Cronologia completa delle presenze e delle reti in nazionale ― Giappone | Cronologia completa delle presenze e delle reti in nazionale ― Giappone | Cronologia completa delle presenze e delle reti in nazionale ― Giappone |
| Data                                                                    | Città                                                                   | In casa                                                                 | Risultato                                                               | Ospiti                                                                  | Competizione                                                            | Reti                                                                    | Note                                                                    |
| ----------------------------------------------------------------------- | ----------------------------------------------------------------------- | ----------------------------------------------------------------------- | ----------------------------------------------------------------------- | ----------------------------------------------------------------------- | ----------------------------------------------------------------------- | ----------------------------------------------------------------------- | ----------------------------------------------------------------------- |
| 12-10-2018                                                              | Niigata                                                                 | Giappone                                                                | 3 – 0                                                                   | Panama                                                                  | Amichevole                                                              | -                                                                       |                                                                         |
| 16-11-2018                                                              | Ōita                                                                    | Giappone                                                                | 1 – 1                                                                   | Venezuela                                                               | Amichevole                                                              | -                                                                       |                                                                         |
| 9-1-2019                                                                | Abu Dhabi                                                               | Giappone                                                                | 3 – 2                                                                   | Turkmenistan                                                            | Coppa d'Asia 2019 - 1º turno                                            | -                                                                       |                                                                         |
| 13-1-2019                                                               | Abu Dhabi                                                               | Oman                                                                    | 0 – 1                                                                   | Giappone                                                                | Coppa d'Asia 2019 - 1º turno                                            | -                                                                       |                                                                         |
| 17-1-2019                                                               | al-'Ayn                                                                 | Giappone                                                                | 2 – 1                                                                   | Uzbekistan                                                              | Coppa d'Asia 2019 - 1º turno                                            | -                                                                       | 90+3’                                                                   |
| 21-1-2019                                                               | Sharjah                                                                 | Giappone                                                                | 1 – 0                                                                   | Arabia Saudita                                                          | Coppa d'Asia 2019 - Ottavi di finale                                    | 1                                                                       |                                                                         |
| 24-1-2019                                                               | Dubai                                                                   | Vietnam                                                                 | 0 – 1                                                                   | Giappone                                                                | Coppa d'Asia 2019 - Quarti di finale                                    | -                                                                       |                                                                         |
| 28-1-2019                                                               | al-'Ayn                                                                 | Iran                                                                    | 0 – 3                                                                   | Giappone                                                                | Coppa d'Asia 2019 - Semifinale                                          | -                                                                       |                                                                         |
| 1-2-2019                                                                | Abu Dhabi                                                               | Giappone                                                                | 1 – 3                                                                   | Qatar                                                                   | Coppa d'Asia 2019 - Finale                                              | -                                                                       |                                                                         |
| 22-3-2019                                                               | Yokohama                                                                | Giappone                                                                | 0 – 1                                                                   | Colombia                                                                | Amichevole                                                              | -                                                                       |                                                                         |
| 5-6-2019                                                                | Toyota                                                                  | Giappone                                                                | 0 – 0                                                                   | Trinidad e Tobago                                                       | Amichevole                                                              | -                                                                       |                                                                         |
| 9-6-2019                                                                | Rifu                                                                    | Giappone                                                                | 2 – 0                                                                   | El Salvador                                                             | Amichevole                                                              | -                                                                       |                                                                         |
| 18-6-2019                                                               | San Paolo                                                               | Giappone                                                                | 0 – 4                                                                   | Cile                                                                    | Coppa America 2019 - 1º turno                                           | -                                                                       |                                                                         |
| 21-6-2019                                                               | Porto Alegre                                                            | Uruguay                                                                 | 2 – 2                                                                   | Giappone                                                                | Coppa America 2019 - 1º turno                                           | -                                                                       |                                                                         |
| 25-6-2019                                                               | Belo Horizonte                                                          | Ecuador                                                                 | 1 – 1                                                                   | Giappone                                                                | Coppa America 2019 - 1º turno                                           | -                                                                       | 31’                                                                     |
| 5-9-2019                                                                | Kashima                                                                 | Giappone                                                                | 2 – 0                                                                   | Paraguay                                                                | Amichevole                                                              | -                                                                       |                                                                         |
| 10-9-2019                                                               | Yangon                                                                  | Birmania                                                                | 0 – 2                                                                   | Giappone                                                                | Qual. Mondiali 2022                                                     | -                                                                       |                                                                         |
| 10-10-2019                                                              | Saitama                                                                 | Giappone                                                                | 6 – 0                                                                   | Mongolia                                                                | Qual. Mondiali 2022                                                     | -                                                                       |                                                                         |
| 9-10-2020                                                               | Utrecht                                                                 | Giappone                                                                | 0 – 0                                                                   | Camerun                                                                 | Amichevole                                                              | -                                                                       | 24’                                                                     |
| 13-10-2020                                                              | Utrecht                                                                 | Giappone                                                                | 1 – 0                                                                   | Costa d'Avorio                                                          | Amichevole                                                              | -                                                                       |                                                                         |
| 17-11-2020                                                              | Graz                                                                    | Giappone                                                                | 0 – 2                                                                   | Messico                                                                 | Amichevole                                                              | -                                                                       |                                                                         |
| 25-3-2021                                                               | Yokohama                                                                | Giappone                                                                | 3 – 0                                                                   | Corea del Sud                                                           | Amichevole                                                              | -                                                                       |                                                                         |
| 30-3-2021                                                               | Chiba                                                                   | Mongolia                                                                | 0 – 14                                                                  | Giappone                                                                | Qual. Mondiali 2022                                                     | -                                                                       | 72’                                                                     |
| 7-9-2021                                                                | Doha                                                                    | Cina                                                                    | 0 – 1                                                                   | Giappone                                                                | Qual. Mondiali 2022                                                     | -                                                                       |                                                                         |
| 7-10-2021                                                               | Gedda                                                                   | Arabia Saudita                                                          | 1 – 0                                                                   | Giappone                                                                | Qual. Mondiali 2022                                                     | -                                                                       |                                                                         |
| 12-10-2021                                                              | Saitama                                                                 | Giappone                                                                | 2 – 1                                                                   | Australia                                                               | Qual. Mondiali 2022                                                     | -                                                                       |                                                                         |
| 11-11-2021                                                              | Hanoi                                                                   | Vietnam                                                                 | 0 – 1                                                                   | Giappone                                                                | Qual. Mondiali 2022                                                     | -                                                                       |                                                                         |
| 16-11-2021                                                              | Mascate                                                                 | Oman                                                                    | 0 – 1                                                                   | Giappone                                                                | Qual. Mondiali 2022                                                     | -                                                                       |                                                                         |
| 23-9-2022                                                               | Düsseldorf                                                              | Giappone                                                                | 2 – 0                                                                   | Stati Uniti                                                             | Amichevole                                                              | -                                                                       |                                                                         |
| 23-11-2022                                                              | Al Rayyan                                                               | Germania                                                                | 1 – 2                                                                   | Giappone                                                                | Mondiali 2022 - 1º turno                                                | -                                                                       | 46’                                                                     |
| 1-12-2022                                                               | Al Rayyan                                                               | Giappone                                                                | 2 – 1                                                                   | Spagna                                                                  | Mondiali 2022 - 1º turno                                                | -                                                                       | 69’                                                                     |
| 5-12-2022                                                               | Al Wakrah                                                               | Giappone                                                                | 1 – 1 dts (1 – 3 dtr)                                                   | Croazia                                                                 | Mondiali 2022 - Ottavi di finale                                        | -                                                                       |                                                                         |
| 9-9-2023                                                                | Wolfsburg                                                               | Germania                                                                | 1 – 4                                                                   | Giappone                                                                | Amichevole                                                              | -                                                                       |                                                                         |
| 12-9-2023                                                               | Genk                                                                    | Giappone                                                                | 4 – 2                                                                   | Turchia                                                                 | Amichevole                                                              | -                                                                       | 79’                                                                     |
| 13-10-2023                                                              | Niigata                                                                 | Giappone                                                                | 4 – 1                                                                   | Canada                                                                  | Amichevole                                                              | -                                                                       | 46’                                                                     |
| 17-10-2023                                                              | Kōbe                                                                    | Giappone                                                                | 2 – 0                                                                   | Tunisia                                                                 | Amichevole                                                              | -                                                                       |                                                                         |
| 21-11-2023                                                              | Gedda                                                                   | Siria                                                                   | 0 – 5                                                                   | Giappone                                                                | Qual. Mondiali 2026                                                     | -                                                                       | 76’                                                                     |
| 19-1-2024                                                               | Al Rayyan                                                               | Iraq                                                                    | 2 – 1                                                                   | Giappone                                                                | Coppa d'Asia 2023 - 1º turno                                            | -                                                                       | 46’                                                                     |
| 24-1-2024                                                               | Doha                                                                    | Giappone                                                                | 3 – 1                                                                   | Indonesia                                                               | Coppa d'Asia 2023 - 1º turno                                            | -                                                                       | 82’                                                                     |
| 31-1-2024                                                               | Doha                                                                    | Bahrein                                                                 | 1 – 3                                                                   | Giappone                                                                | Coppa d'Asia 2023 - Ottavi di finale                                    | -                                                                       |                                                                         |
| 3-2-2024                                                                | Al Rayyan                                                               | Iran                                                                    | 2 – 1                                                                   | Giappone                                                                | Coppa d'Asia 2023 - Quarti di finale                                    | -                                                                       |                                                                         |
| 11-6-2024                                                               | Hiroshima                                                               | Giappone                                                                | 5 – 0                                                                   | Siria                                                                   | Qual. Mondiali 2026                                                     | -                                                                       |                                                                         |
| Totale                                                                  |                                                                         | Presenze                                                                | 42                                                                      |                                                                         | Reti                                                                    | 1                                                                       |                                                                         |

| Cronologia completa delle presenze e delle reti in nazionale ― Giappone Olimpica | Cronologia completa delle presenze e delle reti in nazionale ― Giappone Olimpica | Cronologia completa delle presenze e delle reti in nazionale ― Giappone Olimpica | Cronologia completa delle presenze e delle reti in nazionale ― Giappone Olimpica | Cronologia completa delle presenze e delle reti in nazionale ― Giappone Olimpica | Cronologia completa delle presenze e delle reti in nazionale ― Giappone Olimpica | Cronologia completa delle presenze e delle reti in nazionale ― Giappone Olimpica | Cronologia completa delle presenze e delle reti in nazionale ― Giappone Olimpica |
| Data                                                                             | Città                                                                            | In casa                                                                          | Risultato                                                                        | Ospiti                                                                           | Competizione                                                                     | Reti                                                                             | Note                                                                             |
| -------------------------------------------------------------------------------- | -------------------------------------------------------------------------------- | -------------------------------------------------------------------------------- | -------------------------------------------------------------------------------- | -------------------------------------------------------------------------------- | -------------------------------------------------------------------------------- | -------------------------------------------------------------------------------- | -------------------------------------------------------------------------------- |
| 28-7-2021                                                                        | Yokohama                                                                         | Francia                                                                          | 0 – 4                                                                            | Giappone                                                                         | Olimpiadi 2020 - 1º turno                                                        | -                                                                                | 22’                                                                              |
| 31-7-2021                                                                        | Kashima                                                                          | Giappone                                                                         | 0 – 0 dts (4 – 2 dtr)                                                            | Nuova Zelanda                                                                    | Olimpiadi 2020 - Quarti di finale                                                | -                                                                                | 89’                                                                              |
| 6-8-2021                                                                         | Saitama                                                                          | Messico                                                                          | 3 – 1                                                                            | Giappone                                                                         | Olimpiadi 2020 - Finale 3º posto                                                 | -                                                                                |                                                                                  |
| Totale                                                                           |                                                                                  | Presenze                                                                         | 3                                                                                |                                                                                  | Reti                                                                             | 0                                                                                |                                                                                  |

| Cronologia completa delle presenze e delle reti in nazionale ― Giappone under 23 | Cronologia completa delle presenze e delle reti in nazionale ― Giappone under 23 | Cronologia completa delle presenze e delle reti in nazionale ― Giappone under 23 | Cronologia completa delle presenze e delle reti in nazionale ― Giappone under 23 | Cronologia completa delle presenze e delle reti in nazionale ― Giappone under 23 | Cronologia completa delle presenze e delle reti in nazionale ― Giappone under 23 | Cronologia completa delle presenze e delle reti in nazionale ― Giappone under 23 | Cronologia completa delle presenze e delle reti in nazionale ― Giappone under 23 |
| Data                                                                             | Città                                                                            | In casa                                                                          | Risultato                                                                        | Ospiti                                                                           | Competizione                                                                     | Reti                                                                             | Note                                                                             |
| -------------------------------------------------------------------------------- | -------------------------------------------------------------------------------- | -------------------------------------------------------------------------------- | -------------------------------------------------------------------------------- | -------------------------------------------------------------------------------- | -------------------------------------------------------------------------------- | -------------------------------------------------------------------------------- | -------------------------------------------------------------------------------- |
| 28-5-2018                                                                        | Vitrolles                                                                        | Turchia under 23                                                                 | 2 – 1                                                                            | Giappone under 23                                                                | Torneo di Tolone 2018 - 1º turno                                                 | -                                                                                |                                                                                  |
| 31-5-2018                                                                        | Vitrolles                                                                        | Giappone under 23                                                                | 3 – 2                                                                            | Portogallo under 23                                                              | Torneo di Tolone 2018 - 1º turno                                                 | -                                                                                |                                                                                  |
| 3-6-2018                                                                         | Fos-sur-Mer                                                                      | Giappone under 23                                                                | 1 – 1                                                                            | Canada under 23                                                                  | Torneo di Tolone 2018 - 1º turno                                                 | -                                                                                |                                                                                  |
| 7-6-2018                                                                         | Carnoux-en-Provence                                                              | Giappone under 23                                                                | 1 – 0                                                                            | Togo under 23                                                                    | Torneo di Tolone 2018 - Play-off 7º posto                                        | -                                                                                |                                                                                  |
| 5-6-2021                                                                         | Fukuoka                                                                          | Giappone under 23                                                                | 6 – 0                                                                            | Ghana under 23                                                                   | Amichevole                                                                       | -                                                                                | 58’                                                                              |
| 12-7-2021                                                                        | Ōsaka                                                                            | Giappone under 23                                                                | 3 – 1                                                                            | Honduras under 23                                                                | Amichevole                                                                       | -                                                                                | [ 36 ]                                                                           |
| 17-7-2021                                                                        | Kōbe                                                                             | Giappone under 23                                                                | 1 – 1                                                                            | Spagna under 23                                                                  | Amichevole                                                                       | -                                                                                | 46’                                                                              |
| Totale                                                                           |                                                                                  | Presenze                                                                         | 7                                                                                |                                                                                  | Reti                                                                             | 0                                                                                |                                                                                  |

| Cronologia completa delle presenze e delle reti in nazionale ― Giappone under 20 | Cronologia completa delle presenze e delle reti in nazionale ― Giappone under 20 | Cronologia completa delle presenze e delle reti in nazionale ― Giappone under 20 | Cronologia completa delle presenze e delle reti in nazionale ― Giappone under 20 | Cronologia completa delle presenze e delle reti in nazionale ― Giappone under 20 | Cronologia completa delle presenze e delle reti in nazionale ― Giappone under 20 | Cronologia completa delle presenze e delle reti in nazionale ― Giappone under 20 | Cronologia completa delle presenze e delle reti in nazionale ― Giappone under 20 |
| Data                                                                             | Città                                                                            | In casa                                                                          | Risultato                                                                        | Ospiti                                                                           | Competizione                                                                     | Reti                                                                             | Note                                                                             |
| -------------------------------------------------------------------------------- | -------------------------------------------------------------------------------- | -------------------------------------------------------------------------------- | -------------------------------------------------------------------------------- | -------------------------------------------------------------------------------- | -------------------------------------------------------------------------------- | -------------------------------------------------------------------------------- | -------------------------------------------------------------------------------- |
| 16-5-2017                                                                        | Shizuoka                                                                         | Giappone under 20                                                                | 3 – 2                                                                            | Honduras under 20                                                                | Amichevole                                                                       | -                                                                                |                                                                                  |
| 21-5-2017                                                                        | Suwon                                                                            | Giappone under 20                                                                | 2 – 1                                                                            | Sudafrica under 20                                                               | Mondiali Under-20 2017 - 1º turno                                                | -                                                                                |                                                                                  |
| 24-5-2017                                                                        | Suwon                                                                            | Uruguay under 20                                                                 | 2 – 0                                                                            | Giappone under 20                                                                | Mondiali Under-20 2017 - 1º turno                                                | -                                                                                |                                                                                  |
| 27-5-2017                                                                        | Cheonan                                                                          | Giappone under 20                                                                | 2 – 2                                                                            | Italia under 20                                                                  | Mondiali Under-20 2017 - 1º turno                                                | -                                                                                | 45’                                                                              |
| 30-5-2017                                                                        | Daejeon                                                                          | Venezuela under 20                                                               | 1 – 0 dts                                                                        | Giappone under 20                                                                | Mondiali Under-20 2017 - Ottavi di finale                                        | -                                                                                |                                                                                  |
| Totale                                                                           |                                                                                  | Presenze                                                                         | 5                                                                                |                                                                                  | Reti                                                                             | 0                                                                                |                                                                                  |

## Palmarès

### Club
- Community Shield: 1

Arsenal: 2023

### Nazionale
- Coppa d'Asia Under-19: 1

2016

### Individuale
- Squadra maschile AFC del decennio 2011-2020 IFFHS: 1

2020